# František Nessel
František Nessel (též uváděn jako Franz, 20. března 1803 Praha — 15. února 1876 tamtéž) byl český chirurg, porodník a zubní lékař, profesor Lékařské fakulty Karlo-Ferdinandovy univerzity. Byl fakticky prvním specializovaným zubním lékařem v českých zemích a výrazně se zasloužil o zdejší rozvoj tohoto oboru.

## Život
Narodil se do německy mluvící rodiny pražského kata Vincence Nessela. Odešel studovat medicínu na Vídeňskou univerzitu, kde navštěvoval rovněž přednášky profesora Georga Carabelli Adlera von Lunkaszprie, prvního docenta zubního lékařství v Rakouském císařství. Odpromoval jako chirurg a porodník, následně se však začal zaměřovat na stomatologii. V roce 1827 zřídil nepovinné přednášky ze zubního lékařství na Ferdinandově univerzitě v Praze. Zřídil si zde zubní praxi, kde v průběhu let aplikoval celou řadu medicínských inovací. V jeho ordinaci působil jako laborant jeho syn Eduard, pozdější profesor zubního lékařství a zakladatel první zubní ambulance v českých zemích.
Roku 1848 mu byl udělen čestný doktorát.
Byl rovněž vyučujícím na lékařské fakultě Ferdinandovy univerzity, kde se dlouhodobě snažil o zřízení samostatné stomatologické fakulty na pražské medicíně, avšak bez úspěchu. S koncem života odešel do důchodu.
František Nessel zemřel 8. května 1876 v Praze. Pohřben byl v rodinné hrobce na Olšanských hřbitovech.
Byl ženatý s Teklou Nesselovou, se kterou měl několik dětí. Syn Eduard vystudoval Lékařskou fakultu Karlo-Ferdinandovy univerzity, promoval 7. prosince 1876. Posléze se stal zakladatelem první české zubařské ambulance a univerzitním profesorem.